# بهرام باشا الحلحلي
بهرام باشا الحلحلي (بالتركية: Halhallı Behram Paşa)‏ هو سياسي عثماني، تولى منصب والي اليمن.

## مناصبه
تولى المناصب التالية:
- والي اليمن (1568–1570)
- والي الأناضول